# Augustines
Augustines (ehemals We Are Augustines) ist eine US-amerikanische Indie-Rock-Band aus Brooklyn, New York, die aus dem Gitarristen Billy McCarthy, dem Schlagzeuger Rob Allen und Eric Sanderson, der mehrere Instrumente spielt, bestand. Die Band ist für ihre Auftritte bekannt, bei denen sie viel mit dem Publikum interagierten. Bei zahlreichen Konzerten verließen sie die Bühne, um im Zuschauerraum zwischen den Fans zu spielen.

## Geschichte

### Vorgeschichte und Entstehung
McCarthy und Sanderson waren zunächst Mitglieder einer Band namens „Pela“. Das Material für das Debütalbum der Augustines entstand, als McCarthy noch für Pela dutzende Songs schrieb. und auch Sanderson zahlreiche Demos beisteuerte. Insgesamt konnte Pela damit aus nahezu 40 Lieder wählen. Das Album war fast fertig, doch die Band war mit den Ergebnissen unzufrieden und wollte die Aufnahmen wiederholen. „Wir mussten es zweimal machen, weil es einfach nicht stark genug war,“ sagte Sanderson. Während des gesamten Aufnahmeprozesses stritt die Band mit ihrem Plattenlabel, ihrem Manager und untereinander. Wenig später erfuhr McCarthy, dass sein Bruder James Selbstmord begangen hatte. Pela überstand all diese Probleme nicht.
Nachdem sie sich von zwei anderen Mitgliedern von Pela getrennt hatten, beschlossen McCarthy und Sanderson, das Album fertigzustellen. Sie gaben ihrer neuen Band den Namen „Augustines“. Der Name der Band leitet sich vom Monat August ab. McCarthy, Sanderson und auch McCarthys Bruder James wurden im August geboren. James’ Geschichte war einer der Haupteinflüsse für das erste Album.  Auch Pela löste sich (sehr schnell, „im Laufe von zwei Wochen“) in einem August (2009) auf. Die Band nannte sich ursprünglich „Augustines“, änderte den Namen aber aufgrund anderer Bands gleichen Namens in „We Are Augustines“. Im August 2013 gab sie auf YouTube bekannt, sich von nun an wieder „Augustines“ zu nennen.

### Rise Ye Sunken Ships(2011)
Nach den bisherigen Erfahrungen mit Plattenlabeln entschieden sich McCarthy und Sanderson, das Album eigenständig aufzunehmen. Dies stellte sich als schwieriger heraus, als sie es sich vorgestellt hatten, doch mit Unterstützung aus der Indie-Gemeinschaft, insbesondere von John Richards vom Radiosender KEXP, konnten sie das Album schließlich fertigstellen. Das Album wurde von David Newfeld produziert, der vor allem für seine Arbeit mit Broken Social Scene bekannt ist. Der erste Auftritt mit dem neuen Material, noch unter dem ursprünglichen (und später wieder aufgenommenen) Namen „Augustines“, war am 18. Oktober 2010 in den Cutting Room Studios für KEXP. Vor der Veröffentlichung des Albums gab die Band bekannt, dass Rob Allen als Schlagzeuger zu ihr gestoßen sei.

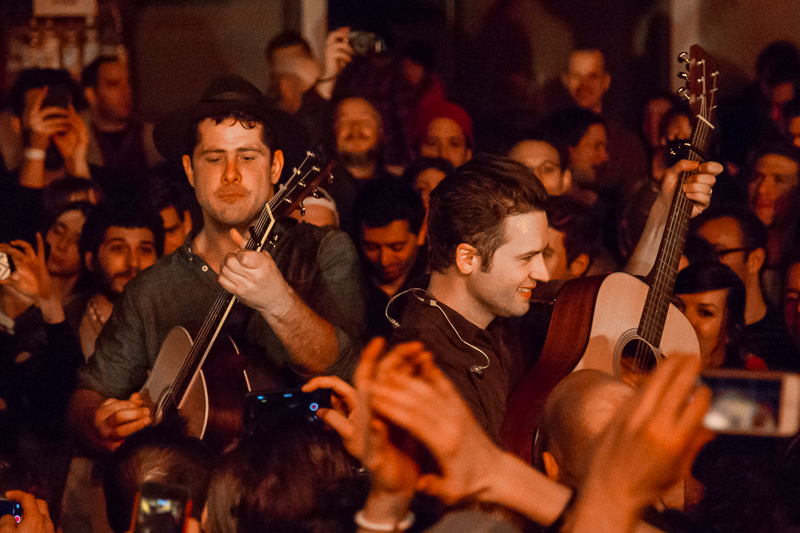
Augustines im Bowery Ballroom

Rise Ye Sunken Ships wurde am 6. Juni 2011 digital auf iTunes und am 23. August 2011 als CD in Nordamerika, Australien und Neuseeland veröffentlicht. Die weltweite Veröffentlichung folgte am 5. März 2012. Im Oktober 2011 folgte eine Tour durch das Vereinigte Königreich.
The Digital Fix machte die erste Single des Albums, Book of James, zu einer ihrer Singles der Woche. Der Berliner Radiosender FluxFM schloss die Besprechung des Albums mit den Worten „wir sind Fans“. Der NME nannte das Album gut, aber sehr emotional. Die BBC verglich die Band mit Bruce Springsteen und Arcade Fire.
Das Album behandelt viele schwierige und für die Bandmitglieder schmerzhafte Themen, vor allem die Suizide von McCarthys Mutter und Bruder, die beide an Schizophrenie litten. Der Schlagzeuger der Band, Rob Allen, sagte, dass das Album trotz des Fokus auf schmerzhaften Themen auch von positiver Einstellung und Hoffnung durchzogen sei: „Die Songs handeln von Dingen, die über einen gewissen Zeitraum passiert sind. Sie haben eine große Bedeutung für uns, vor allem für Bill, und das wird sich nicht ändern, aber wir sind der lebende Beweis, dass es besser werden kann, dass einem Chancen beschert werden und das ist es wert, gefeiert zu werden! Wir sind heiter und voller Energie, wir wollen das Leben genießen und ich glaube, das sieht man bei unseren Konzerten.“ Die Band tourte durch Europa, um das Album zu bewerben und spielte dabei auf Festivals wie Pukkelpop und Reading & Leeds, sowie in großen Konzerthallen wie Shepherd's Bush. 2014 tourte die Band dann als Support von Frightened Rabbit durch die Vereinigten Staaten.
Im Juni 2011 gewann das Musikvideo zu Chapel Song beim „Los Angeles Art-House Film Festival“ den Preis für das beste Musikvideo. Im März 2012 nahm die Band eine Session in den Abbey Road Studios auf. Die Band veröffentlichte das Video zur dritten Single aus Rise Ye Sunken Ships, Juarez, am 11. April 2012.

### AugustinesundThis Is Your Life(seit 2014)
Ende 2013 verbrachte die Band mehrere Wochen im Studio des Produzenten Peter Katis (Frightened Rabbit, We Were Promised Jetpacks, Jónsi Birgisson), wo sie an ihrem selbstbetitelten dritten Album Augustines arbeiteten. Nach Fertigstellung des Albums, das Anfang 2014 veröffentlicht wurde, begann die Band ihre erste „eigene“ (d. h. nicht als Support einer anderen Band) US-Tour, bei der zahlreiche Shows weit im Voraus ausverkauft waren. Die Augustines kehrten Anfang April ins Vereinigte Königreich zurück und spielten im Sommer auf zahlreichen europäischen Festivals. Nach erneuten Konzerten in den USA im Herbst kamen sie für weitere Auftritte zurück nach Europa und schlossen das Jahr mit einem Konzert vor 3000 Zuschauern im Londoner Roundhouse ab. Diese Show wurde für die Dokumentation Rise über die Band aufgezeichnet.
Im August 2015, nach dem Ende einer US/Europa-Tour, begannen die Augustines mit der Arbeit an ihrem nächsten Album. This Is Your Life erschien am 10. Juni 2016.
Anfang September 2016 gab die Band über ihre Facebook-Seite ihre Trennung zum Jahresende bekannt. 2024/25 gab die Band auf Instagram bekannt, wieder gemeinsam aktiv zu sein.

## Diskografie

### Alben
- 2011: Rise Ye Sunken Ships (Oxcart Records)
- 2014: Augustines (Oxcart Records)
- 2016: This Is Your Life (Caroline International)

### EPs
- 2012: Rock the Vote
- 2012: iTunes Session

### Singles und Musikvideos
- Chapel Song (Regisseur: Matthew Mills, Veröffentlicht: 14. Februar 2011)
- Book of James (Regisseur: Matt Amato, Veröffentlicht: 10. Oktober 2011[18])
- Juarez (Regisseur: Matt Amato, Veröffentlicht: 11. April 2012[19])
- Cruel City (Regisseur: Bryan Schlam, Veröffentlicht: 7. Oktober 2013[20])
- Nothing to Lose but Your Head (Veröffentlicht: 5. Januar 2014)